# Backlands
Backlands est un village de Moray en Écosse.